# آریبا (کلرادو)
آریبا (به انگلیسی: Arriba) شهری در ایالت کلرادو کشور ایالات متحده آمریکا است که جمعیت آن در سرشماری سال ۲۰۱۰ میلادی، ۱۹۳ نفر بوده‌است.